# FlyBosnia
FlyBosnia war eine bosnisch-herzegowinische Fluggesellschaft mit Sitz in Sarajevo und Basis auf dem Flughafen Sarajevo.

## Geschichte
FlyBosnia wurde im November 2017 gegründet und erhielt am 15. Januar 2019 ihr Air Operator Certificate (AOC) vonseiten der bosnischen Luftfahrtbehörde. Im Dezember 2018 nahm FlyBosnia eine erste A319-100 entgegen und absolvierte am 2. Februar 2019 den ersten Passagierflug.
Die Fluggesellschaft befand sich schon im November 2019 in massiven finanziellen Problemen und musste bereits 40 Prozent der Belegschaft entlassen. Eine Maschine wurde Ende Oktober an den Leasinggeber zurückgegeben.
Am 24. August 2020 wurde bekannt, dass der letzte Airbus 319 an den Leasinggeber zurückgegeben wird, die Linienflüge in reduziertem Ausmaß durchgeführt werden und man sich zukünftig stärker auf Charterverbindungen fokussieren will.
Ende Oktober 2022 wurden der Fluggesellschaft das Air Operator Certificate und die Betriebsgenehmigung entzogen.

## Flugziele
FlyBosnia führte (Stand Januar 2020) von ihrer Basis Sarajevo Flüge nach Riad, London-Luton und Rom durch. Seit dem 16. Dezember 2019 wurden direkte Flüge von Mostar nach Rom angeboten. FlyBosnia bot ab Mai Flüge nach Kuwait, Dschidda und Qasim an.

## Flotte
Mit Stand August 2020 hatte FlyBosnia keine eigenen Flugzeuge mehr. Die Linienflüge wurden zu der Zeit mit einem von GetJet Airlines betriebenen Airbus A320 durchgeführt.